# روبن هارتشورن
روبن هارتشورن (بالإنجليزية: Robin Hartshorne)‏ هو رياضياتي أمريكي، ولد في 15 مارس 1938 في بوسطن في الولايات المتحدة.